# Districte de Sírmia

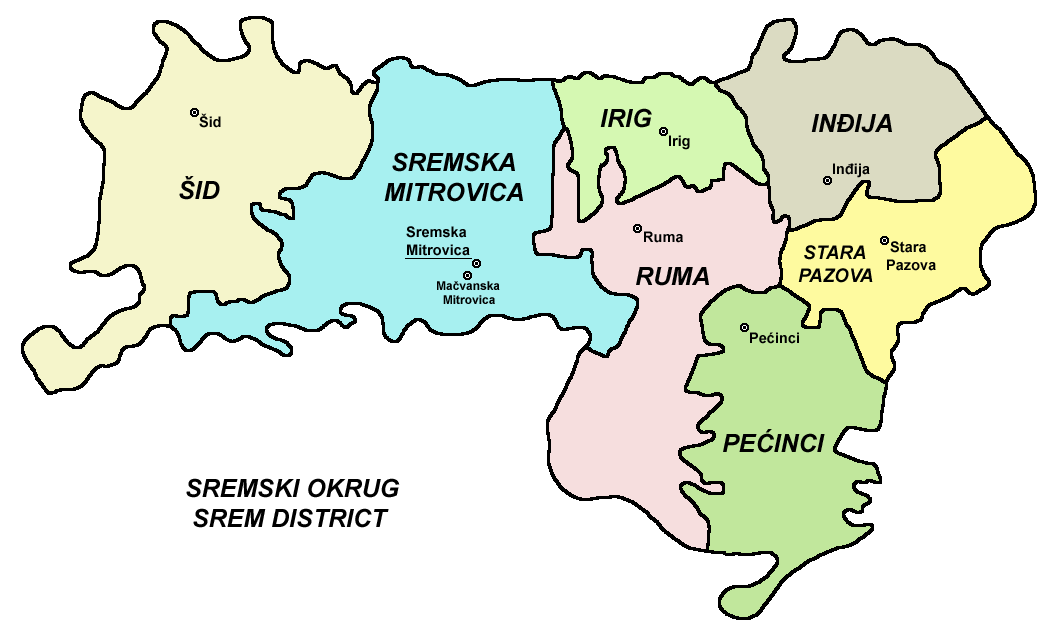
Mapa del districte

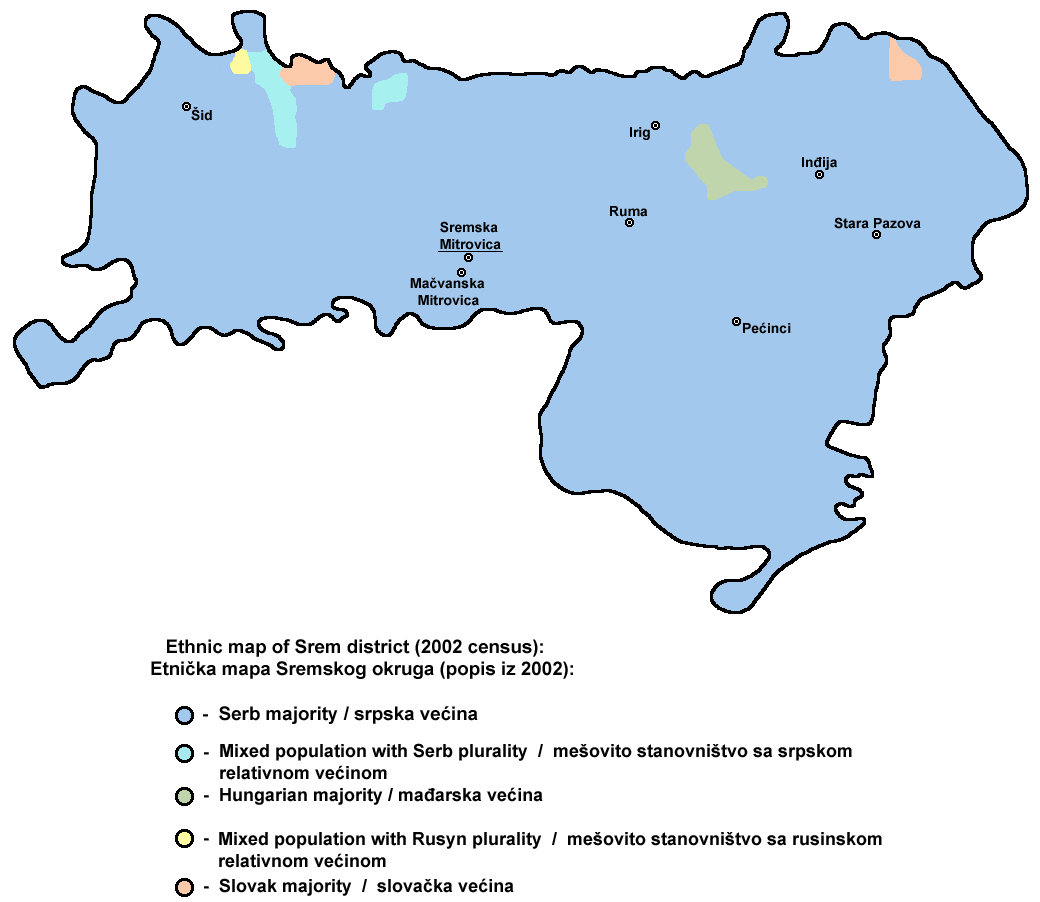
Mapa ètnic del districte (cens del 2002)

El Districte de Sírmia o de Srem (en serbi: Сремски округ, Sremski okrug) és un districte de Sèrbia situat al nord-oest del país. Es troba a les regions geogràfiques de Mačva i de Sírmia, a la província autònoma de la Voivodina. Té una població de 312.278 habitants, i la seva seu administrativa es troba a Sremska Mitrovica.

## Nom
En serbi el districte es coneix com a Sremski okrug o Сремски округ, en croat com a Srijemski okrug, en hongarès com a Szerémségi Körzet, en eslovac com a Sriemski okres, en romanès com a Districtul Srem, i en rutè com a Сримски окрух.

## Municipis
El districte està format pels següents municipis:
- Šid
- Inđija
- Sremska Mitrovica
- Irig
- Ruma
- Stara Pazova
- Pećinci

## Demografia
Segons l'últim cens oficial, de l'any 2011, el districte de Sírmia té 312.278 habitants. La composició ètnica del districte és la següent:
| Grup ètnic | Població | Percentatge |
| ---------- | -------- | ----------- |
| Serbis     | 265.272  | 84,95%      |
| Croats     | 8.758    | 2,80%       |
| Eslovacs   | 8.154    | 2,61%       |
| Gitanos    | 5.488    | 1,76%       |
| Hongaresos | 3.789    | 1,21%       |
| Rutens     | 1689     | 0,54%       |
| Iugoslaus  | 1.222    | 0,39%       |
| Ucraïnesos | 1.055    | 0,34%       |
| Altres     | 16.851   |             |
| Total      | 312.278  |             |

## Història administrativa
Entre els segles iii i v, la ciutat de Sírmium (l'actual Sremska Mitrovica) fou la capital de la província romana de Pannonia Secunda, i al segle vi capital de la província romana d'Orient de Pannònia. Al segle vii, durant l'administració àvara, l'àrea fou controlada pel governador local búlgar Kuber, mentre que al segle xi ho fou pel duc búlgaro-eslau independent Sermó. Al segle xi el territori formava part del Tema de Sírmium.
Durant l'administració del regne medieval d'Hongria (segles XII-XVI), l'àrea es va dividir en els comtats de Sírmia i de Valko. A l'època otomana (segles XVI-XVIII) l'àrea formà part inicialment del ducat de Sírmia, governat pel duc serbi Radoslav Čelnik, i després va ser inclosa al Sanjak de Sírmia. Durant l'administració dels Habsburg (segles XVIII-XIX), el territori es dividia en el Comtat de Sírmia i la Frontera Militar. Cap al 1850 les parts septentrionals formaven part del districte de Novi Sad, però van ser reincloses al comtat de Sírmia després de 1860. Després de l'abolició de la Frontera Militar el 1882, les parts sirmies de la Frontera van ser incloses al Comtat de Sírmia.
Durant l'administració del Regne dels Serbis, Croats i Eslovens (1918-1941) l'àrea va formar part del comtat de Sírmia (1918-1922), i de l'Oblast de Sírmia (1922-1929). De 1929 a 1931, el territori va ser dividit entre la Banovina del Danubi al nord-est i la Banovina del Drina al sud-oest, i de 1931 i 1939 tot el territori formava part de la Banovina del Danubi. De 1939 a 1941, les parts nord-occidentals de la zona van formar part de la Banovina de Croàcia.
Durant l'ocupació germano-croata (1941-1944), l'àrea va ser inclosa al Gran Comtat de Vuka. Des de 1944, el territori va formar part de la Voivodina Autònoma Iugoslava. El districte actual va ser definit el 29 de gener de 1992.